# (473044) 2015 HW80
(473044) 2015 HW80 es un asteroide perteneciente al cinturón de asteroides, descubierto el 16 de mayo de 2010 por el equipo del Spacewatch desde el Observatorio Nacional de Kitt Peak, Arizona, Estados Unidos.

## Designación y nombre
Designado provisionalmente como 2015 HW80.

## Características orbitales
2015 HW80 está situado a una distancia media del Sol de 3,006 ua, pudiendo alejarse hasta 3,440 ua y acercarse hasta 2,572 ua. Su excentricidad es 0,144 y la inclinación orbital 9,942 grados. Emplea 1903 días en completar una órbita alrededor del Sol.

## Características físicas
La magnitud absoluta de 2015 HW80 es 16,4.